# Johann Baptist Babel
Johann Baptist Babel, né le 25 juin 1716 à Pfronten-Ried, et mort le 9 février 1799 à Einsiedeln, est un sculpteur suisse né allemand.

## Biographie
Johann Baptist Babel est l'apprenti du sculpteur Peter Heel (de).
Il a sculpté des figures allégoriques de saints et a également créé les sculptures pour la balustrade à Kramgasse, Berne et pour l'église de l'abbaye territoriale d'Einsiedeln (où il réalise entre autres les statues du chœur et  le maître-autel).
Des statues conservées dans l'église paroissiale Notre-Dame et Saint-Étienne d'Ettiswil (canton de Lucerne) sont également son œuvre.
Entre 1772 et 1775, il travaille à l'abbatiale de Soleure.